# Riana Nel
Riana Nel, född 9 november 1982, är en namibisk sångerska. Hon växte upp i Windhoek men flyttade till Sydafrika för att starta sin karriär. Nel började karriären inom gospelmusik innan hon även slog igenom med världslig popmusik. Hon är syster till sångerskan Nianell.
Nel har även medverkat i filmen ‘N Saak Van Geloof